# 김환열
김환열(1964년 ~ )은 대한민국의 언론인이다.

## 학력
- 심인고등학교
- 경북대학교 정치외교학과 학사

## 경력
- 대구문화방송 보도국 기자
- 대구문화방송 정경부장
- 2010년: 대구문화방송 보도국장
- 2014년~2017년: 대구문화방송 사장
- 대구포크페스티벌 이사장
- 사단법인 대구포크페스티벌 이사장
- 2018년 9월~2024년 1월: 대구한의대학교 기초교양대학 객원교수
- 2020년: 포스트코로나 뉴대구운동, 함께 공동대표
- 2021년: 대구그린트러스트 공동대표

- 2023년 2월~: 민주평화통일자문회의 상임위원
- 2024년 2월~: 한국도로교통공단 방송이사
- 2024년 2월~: TBN 한국교통방송 방송본부장